# Вірменський державний інженерний університет
Вірменський державний інженерний університет (вірм. Հայաստանի Պետական Ճարտարագիտական Համալսարան), колишній Єреванський політехнічний інститут імені Карла Маркса — лідер національної технічної освіти, що забезпечує багатоступінчасту інженерну освіту у Вірменії. З дня його заснування в 1933 році ДІУВ мав більш 100.000 випускників. Сьогодні Університет має більш 11.000 студентів та 1.000 основних викладачів, більшість яких мають наукові ступені. ДІУВ готує інженерів-бакалаврів і дипломованих фахівців (з 5-річним навчанням) по 105 спеціальностями, інженерів-магістрів по 19 спеціальностям і інженерів-дослідників з 17 спеціальностями. ДІУВ має 4 філії в Гюмрі, Ванадзорі, Капані та Горісі.

## Департаменти

### Хімічних технологій та природоохоронної інженерії
- Технологія органічних речовин та природоохоронної інженерії
- Технологія неорганічних, силікатних матеріалів та електрохімічних виробництв
- Теоретична хімія
- Процеси та апарати хімічної технології

### Електротехнічний
- Електроізоляційна, кабельна, конденсаторна техніка та світлотехніка
- Автоматизація виробничих процесів, установок та електропривод
- Теоретична і загальна електротехніка
- Електричні машини та апарати

### Енергетики
- Теплоенергетики захисту навколишнього середовища
- Електроенергетики
- Економіки, організації, планування промислових підприємств та енергетики

### Радіотехніки та систем зв'язку
- Економіка та управління у сфері зв'язку
- Радіопристроїв
- Радіотехніки та основ зв'язку
- Конструювання і виробництво радіоапаратури
- Економіка та управління підприємствами зв'язку
- Антенні системи

### Кібернетики
- Системи управління
- Електронна техніка
- Мікроелектроніка і біомедичні прилади
- Вимірювальна техніка, стандартизація і сертифікація
- Інформаційне забезпечення технічних систем

### Недрологіі та металургії
- Недрологіі
- Геології та технології розвідки
- Металургії і технології матеріалів
- Матеріалознавства і термічної обробки металів
- Економіки та управління гірничо-металургійними підприємствами

### Транспортних систем
- Автомобілі
- Організація перевезень і дорожнього руху
- Дорожньо-будівельні машини, пневмогідроустаткування і гідравліка

### Механіки і машинознавства
- Машинознавства
- Механіки
- Прикладної Механіки

### Математики
- Загальної математичної освіти
- Спеціалізованої математичної освіти

## Міжнародні зв'язки
Університет підтримує міжнародні зв'язки з багатьма іноземними університетами з різних країн, у тому числі з таких країн як: Велика Британія, Греція, Іспанія, Італія, Китай, Німеччина, Португалія, Росія, Сирія, США, Україна (НТУУ «КПІ» та КНУТД), Фінляндія, Франція та Швеція.